# Markaryds köping
Denna artikel handlar om den tidigare kommunen Markaryds köping. För orten se Markaryd. För kommunen, se Markaryds kommun.
Markaryds köping var en tidigare kommun i Kronobergs län.

## Administrativ historik
Markaryds köping bildades 1916 genom en utbrytning ur Markaryds landskommun. Den 1 januari 1945 överfördes ett område med en areal av 3,17 kvadratkilometer, varav 2,75 land, till köpingen från landskommunen.
Köpingen inkorporerade landskommunen 1960. 1971 uppgick köpingen i Markaryds kommun.
Köpingens församling var Markaryds församling.

## Köpingvapen
Blasonering: I blått fält en stolpvis ställd kavle av guld, på vardera sidan åtföljd av två posthorn av guld över varandra.
Vapnet fastställdes 1948.

## Geografi
Markaryds köping omfattade den 1 januari 1952 en areal av 6,16 km², varav 5,74 km² land.

### Tätorter i köpingen 1960
| Tätort   | Folkmängd |
| -------- | --------- |
| Markaryd | 2 502     |
| Timsfors | 514       |

Tätortsgraden i köpingen var den 1 november 1960 57,7 procent.

## Politik

### Mandatfördelning i valen 1938–1966
| 1 | 11 | 8 |

| 19 |

| 11 | 2 | 7 |

| 18 |

| 2 | 9 | 2 | 7 |

| 18 |

| 10 | 1 | 4 | 5 |

| 20 |

| 9 | 11 |

| 18 |

| 10 | 2 | 3 | 5 |

| 18 |

| 2 | 16 | 7 | 5 | 5 |

| 33 |

| 3 | 15 | 7 | 3 | 7 |

| 31 |